# 辛夷散
辛夷散屬於中醫方劑的瀉火劑，出自嚴用和的《嚴氏濟生方》，由9味中藥組成，是用以治療鼻瘜肉的方劑，症狀為鼻生瘜肉，氣息不通，不聞香臭。現代可用治過敏性鼻炎。《醫方集解》將本方歸於手太陰足陽明藥。本方皆利竅升清、散熱除濕之藥。
本方的組成包括辛夷、白芷、升麻、木通、甘草、藳本、防風、川芎、細辛。等分為末，每服二錢，茶調下。
依據傳統的中醫方義解釋：由於燥火內焚，風寒外束，血氣壅滯，故鼻生瘜肉。辛夷、升麻、白芷：辛溫輕浮，能引胃中清氣上行頭腦。防風、藳本：辛溫雄壯，能上入巔頂，勝濕袪風。細辛：散熱破結，通精氣而利九竅。芎藭：補肝潤燥，散諸郁而助清陽。木通：通中。茶清寒苦，下行瀉火。甘草和中，又能緩其辛散。
2006年9月24日舉辦的「二〇〇六中醫藥研究暨臨床病例學術研討會」上，長庚醫院北區中醫部主任楊賢鴻發表「辛夷散治療過敏性鼻炎隨機雙盲臨床療效評估」，在為期兩年的雙盲實驗中，共收集108位病患，完成整體實驗共有60位，其中包括實驗組40位、對照組20位，並針對臨床症狀、鼻腔阻力、鼻腔截面積、塵螨特異性免疫球蛋白、T淋巴球細胞激素之分泌等各項指標進行統計分析。結果顯示，辛夷散對過敏性鼻炎患者有臨床療效，此療效之機轉包括T細胞的免疫調節及嗜中性白血球活化的影響。